# UEFI
UEFI, là viết tắt tiếng Anh của Unified Extensible Firmware Interface, dịch là "Giao diện phần lõi mở rộng hợp nhất" là công nghệ tương lai thay thế cho BIOS đã lỗi thời.
UEFI là một hệ điều hành tối giản "nằm trên" phần cứng (hardware) và phần lõi (firmware) của máy tính. Thay vì được lưu trong phần lõi giống như BIOS, chương trình UEFI được lưu trữ ở thư mục /EFI/ trong bộ nhớ không-bốc hơi(non-volatile) (là bộ nhớ đảm bảo cho dữ liệu không bị hỏng mỗi khi mất điện). Vì vậy, UEFI có thể chứa trong bộ nhớ flash NAND trên bảng mạch chính (mainboard) hoặc cũng có thể để trên một ổ đĩa cứng, hay thậm chí là ngay cả trên một vùng tài nguyên mạng được chia sẻ. UEFI sẽ giúp quá trình khởi động an toàn hơn nhờ tính năng Secure Boot. Tính năng này chỉ hỗ trợ PC khởi động với các hệ điều hành là Windows 8, Windows 8.1, Windows 10 và Windows 11 chạy phiên bản 64-bit.

## Lịch sử phát triển
Năm 1998, Intel mở đầu bằng một sáng kiến mới, công nghệ "Intel Boot Initiative" (IBI), sau đó được đổi tên là Extensible Firmware Interface (EFI), tạm dịch là "Giao diện firmware mở rộng". Lúc đầu EFI chỉ được ứng dụng trong dòng máy Mac sử dụng bộ xử lý Intel của Apple, và bộ xử lý Itanium 2 trong server của HP. Đến năm 2007, Intel cùng với AMD, AMI, Apple, Dell, HP, IBM, Lenovo, Microsoft, và Phoenix Technologies tổ chức đàm phán đạt thỏa thuận thống nhất sử dụng công nghệ UEFI (EFI với nhãn hiệu mới) thay cho BIOS đã tồn tại nhiều vấn đề.
Tuy vậy, một trong những lý do khiến UEFI bị trì hoãn trong một thời gian dài là vì không được Microsoft hỗ trợ. Ngay cả bây giờ, Windows 32-bit cũng không hỗ trợ khả năng khởi động từ một hệ thống UEFI. Thiếu sự hỗ trợ đầy đủ của Microsoft khiến các nhà sản xuất OEM đã không sẵn lòng chuyển sang UEFI. Hiện, với Windows 8, hệ thống hỗ trợ khởi động an toàn với UEFI được thiết kế để đảm bảo rằng PC chỉ khởi động một hệ điều hành chính thống. Như vậy, có lẽ hầu hết PC được sản xuất từ khoảng cuối 2012, hoặc sang năm 2013, sẽ sử dụng UEFI thay cho BIOS cơ bản.

## Ưu điểm của UEFI
Các hệ thống UEFI có các ưu điểm lợi thế như sau:
- Hệ thống PC hoạt động hiệu quả hơn nhờ khởi động nhanh và rút ngắn được thời gian khắc phục sự cố do có thể tích hợp sẵn khả năng nối mạng và các công cụ sửa lỗi cơ bản mà BIOS đang bị giới hạn.
- Khả năng quản lý thiết bị lưu trữ chính có dung lượng lớn. Nếu BIOS không thể khởi động từ các đĩa cứng với dung lượng lớn hơn 2,2TB (terabyte). Thì với việc sử dụng các ổ đĩa lớn hơn 2TB đang trở nên phổ biến, các nhà sản xuất OEM không có sự lựa chọn nào khác ngoài việc chuyển sang UEFI trên các PC, máy chủ cao cấp.
- UEFI sử dụng bảng phân vùng GUID (Globally Unique IDentifier), kết hợp lại để thay thế cho cung mồi MBR và các phân vùng địa chỉ. GUID đem đến khả năng khởi động từ ổ đĩa cứng có dung lượng lớn cỡ 9,4ZB (zetabyte) – có thể coi gần như là vô hạn, gạt bỏ mọi lo lắng về quản lý ổ cứng dung lượng lớn.

- Với UEFI, các nhà sản xuất OEM có thể tích hợp sẵn khả năng nối mạng và các công cụ sửa lỗi cơ bản.

## Hạn chế tồn tại
Không có hạn chế gì trên UEFI, chỉ có BIOS mới có hạn chế.